# Silence Teaches You How to Sing
Silence Teaches You How to Sing er en ep fra det norske avantgarde-band Ulver.

## Spor
1. "Silence Teaches You How to Sing" – 24:05

| Musik | Spire Denne musikartikel er en spire som bør udbygges. Du er velkommen til at hjælpe Wikipedia ved at udvide den. |